# David Wallace (politiker)
David Wallace, född 24 april 1799 i Mifflin County, Pennsylvania, död 4 september 1859 i Indianapolis, Indiana, var en amerikansk politiker (whig). Han var Indianas guvernör 1837–1840 och ledamot av USA:s representanthus 1841–1843.
Wallace utexaminerades 1821 från United States Military Academy, studerade sedan juridik och inledde 1824 sin karriär som advokat. Han var Indianas viceguvernör 1831–1837. Han efterträdde 1837 Noah Noble som guvernör och efterträddes 1840 av Samuel Bigger. År 1841 efterträdde han sedan William W. Wick som kongressledamot. Han kandiderade utan framgång för en andra mandatperiod i representanthuset och deltog år 1850 i Indianas konstitutionskonvent. Från och med år 1856 arbetade han som domare.